# Their Idols
Their Idols è un cortometraggio muto del 1912 diretto da Dell Henderson.

## Produzione
Il film fu prodotto dalla Biograph Company.

## Distribuzione
Distribuito dalla General Film Company, il film - un cortometraggio di 180,75 metri - uscì nelle sale cinematografiche USA il 18 novembre 1912. Il 19 gennaio 1913 venne distribuito anche nel Regno Unito dalla Moving Pictures Sales Agency. Nelle proiezioni, veniva programmato con il sistema dello split reel, accorpato in un'unica bobina con un altro cortometraggio prodotto dalla Biograph, la commedia Hoist on His Own Petard.
Non si conoscono copie ancora esistenti della pellicola che viene considerata presumibilmente perduta.